# Sporting Clube de Portugal 1988-1989
Questa voce raccoglie le informazioni riguardanti lo Sporting Clube de Portugal nelle competizioni ufficiali della stagione 1988-1989.

## Stagione
Nella stagione 1988-1989 lo Sporting Lisbona, allenato inizialmente dell'uruguaiano Pedro Rocha, poi avvicendato da Manuel José, terminò il campionato al quinto posto a diciotto punti dal Benfica. In coppa nazionale i Leões furono eliminati in semifinale dai concittadini del Belenenses. Il cammino europeo dello Sporting si fermò ai sedicesimi di finale di Coppa UEFA, dove fu battuto dagli spagnoli della Real Sociedad.
Tra i risultati memorabili ci fu l'11-0 rifilato all'Alhandra in Taça de Portugal il 21 dicembre, in cui lo svedese Hans Eskilsson realizzò cinque reti.

## Rosa
| N. |                       | Ruolo | Calciatore        |
| -- | --------------------- | ----- | ----------------- |
| -  | Portogallo (bandiera) | P     | Vítor Damas       |
| -  | Uruguay (bandiera)    | P     | Rodolfo Rodríguez |
| -  | Portogallo (bandiera) | P     | Jorge Vital       |
| -  | Portogallo (bandiera) | D     | António Morato    |
| -  | Portogallo (bandiera) | D     | Pedro Venâncio    |
| -  | Mozambico (bandiera)  | D     | Ali Hassan        |
| -  | Portogallo (bandiera) | D     | Miguel Marques    |
| -  | Portogallo (bandiera) | D     | Luís Ferrinho     |
| -  | Portogallo (bandiera) | D     | Fernando Mendes   |
| -  | Brasile (bandiera)    | D     | João Luís Barbosa |
| -  | Brasile (bandiera)    | D     | Ricardo Rocha     |
| -  | Brasile (bandiera)    | C     | Douglas           |
| -  | Portogallo (bandiera) | C     | Oceano da Cruz    |
| -  | Portogallo (bandiera) | C     | Mário Jorge       |

| N. |                          | Ruolo | Calciatore        |
| -- | ------------------------ | ----- | ----------------- |
| -  | Portogallo (bandiera)    | C     | Carlos Manuel     |
| -  | Portogallo (bandiera)    | C     | Litos             |
| -  | Portogallo (bandiera)    | C     | Carlos Xavier     |
| -  | Brasile (bandiera)       | C     | Paulo Silas       |
| -  | Portogallo (bandiera)    | C     | Jaime Pacheco     |
| -  | Angola (bandiera)        | A     | Rui Maside        |
| -  | Portogallo (bandiera)    | A     | José Lima         |
| -  | Brasile (bandiera)       | A     | Paulinho Cascavel |
| -  | Portogallo (bandiera)    | A     | João Luis         |
| -  | Portogallo (bandiera)    | A     | Jorge Plácido     |
| -  | Paesi Bassi (bandiera)   | A     | Peter Houtman     |
| -  | Guinea-Bissau (bandiera) | A     | José Forbs        |
| -  | Svezia (bandiera)        | A     | Hans Eskilsson    |

## Risultati

### Taça de Portugal
| Arbitro: | Feijão (Setúbal) |

|                                        |           |  |
| Litos 3’, 19’, 44’ Rui Maside 14’, 43’ | Marcatori |  |

| Arbitro: | Caroço (Portalegre) |

|                                                                                      |           |  |
| J. Plácido 3’ Eskilsson 8’, 24’, 45’, 50’, 59’ João Luis 52’, 68’ C. Xavier 54’, 88’ | Marcatori |  |

| Arbitro: | Trigo (Beja) |

|  |           |                                    |
|  | Marcatori | 71’ Silas 73’ Cascavel 88’ Douglas |

| Arbitro: | Silvestre (Setúbal) |

|                                                                     |           |  |
| Forbs 3’, 27’ José Lima 13’ C. Manuel 38’ Venâncio 42’ Cascavel 58’ | Marcatori |  |

| Arbitro: | Feijão (Setúbal) |

|                                                  |           |                     |
| M. Jorge 40’ Silas 54’ Miguel 69’ J. Plácido 89’ | Marcatori | 88’ (aut.) Ferrinho |

| Arbitro: | Correia (Lisbona) |

|                                      |           |             |
| Baidek 70’ Saavedra 73’ Mladenov 85’ | Marcatori | 42’ Douglas |

### Coppa UEFA
| Arbitro: | Bridges |

|                                                            |           |                     |
| Oceano 5’ Cascavel 20’ (rig.) Barbosa 24’ Litos 76’ (rig.) | Marcatori | 16’, 79’ Pettersson |

| Arbitro: | Prokop |

|              |           |                          |
| Verkuijl 80’ | Marcatori | 21’ Silas 87’ Rui Maside |

| Arbitro: | D'Elia |

|                     |           |                        |
| Cascavel 30’ (rig.) | Marcatori | 16’ Iturrino 50’ Loren |

| San Sebastián 9 novembre 1988 Secondo turno – Ritorno | Real Sociedad | 0 – 0 referto | Sporting Lisbona | Stadio di Atocha (20 000 spett.)\| Arbitro: \| Schmidhuber \| |
| Arbitro:                                              | Schmidhuber   |               |                  |                                                               |

## Statistiche

### Statistiche di squadra
| Competizione     | Punti | Totale | Totale | Totale | Totale | Totale | Totale | DR  |
| Competizione     | Punti | G      | V      | N      | P      | Gf     | Gs     | DR  |
| ---------------- | ----- | ------ | ------ | ------ | ------ | ------ | ------ | --- |
| Primeira Divisão | 45    | 38     | 18     | 9      | 11     | 50     | 33     | +17 |
| Taça de Portugal | -     | 6      | 5      | 0      | 1      | 30     | 4      | +26 |
| Coppa UEFA       | -     | 4      | 2      | 1      | 1      | 7      | 5      | +2  |
| Totale           | -     | 48     | 25     | 10     | 13     | 87     | 42     | +45 |